# Движение шёлковых писем
Движение шёлковых писем (урду تحریکِ ریشمی رومال‎, англ. Silk Letter Movement) — движение, образованное лидерами исламского движения деобанди в 1913—1920 годах и направленное на освобождение Индии от британского владычества. Деятели движения сотрудничали с Германской империей, Турцией и эмиратом Афганистан. Движение было раскрыто британским уголовным розыском в Пенджабе после того, как были перехвачены письма Убаидуллы Синдхи, одного из лидеров деобанди в Афганистане, к Махмуду Хасану Деобанди, лидеру деобанди в Иране. Письма были написаны на кусках шёлка, что и дало название всему движению.
В сентябре 1915 года Муахммад Миан Мансур Ансари отправился с Махмудом Хасаном в Хеджаз, вернувшись в Индию в апреле 1916 года с «галиб нама» (шёлковым письмом). Его он показывал всем индийским подпольщикам, а затем в июне 1916 года вернулся в Кабул.
Когда уже шла Первая мировая война, Убаидулла Синдхи и Махмуд Хасан (руководитель исламского университета Дар уль-Улюм Деобанд) отправились в Кабул в октябре 1915 года с намерениями разжечь исламское восстание в Индии. Убаидулла собирался предложить Хабибулле объявить войну Великобритании, а Махмуд Хасан намеревался заручиться турецкой и немецкой поддержкой, отправившись в Хиджаз. Убаидулла, завязавший дружеское общение с Хабибуллой, вместе с группой студентов, поддерживавших решение объявить войну Великобритании и вместе с Турцией нанести удар по британским владениями, решил попытаться сконцентрироваться на борьбе за независимость Индии и разжечь там антибританское исламское восстание.
Берлинский комитет (после 1915 года известный как Комитет индийской независимости) организовал совместную индо-германо-турецкую миссию на индо-иранскую границу с намерением убедить местные племена поднять антибританское восстание. Эта группа встретилась в Кабуле в декабре 1915 года для обсуждения стратегии; она же доставляла послания от германского императора Вильгельма II, турецкого военного министра Энвер-паши и свергнутого египетского хедива Аббаса II Хильми, в которых те поддерживали заговорщиков и призывали афганского эмира вступить в войну против Британской Индии.
Миссия рассчитывала не только столкнуть афганцев с британцами, но и заполучить право свободного прохода от афганского правительства. Однако вскоре содержимое писем попало в руки британцев, и лидеры заговорщиков — Махмуд Хасан и Хусейн Ахмед были арестованы и сосланы на Мальту.
В январе 2013 года президент Индии Пранаб Кумар Мукерджи постановил выпустить коммеморативную марку в память о Движении шёлковых писем и увековечить его деятелей как борцов за независимость Индии.